# Sint-Jozef en Norbertuskerk
De Sint-Jozef en Norbertuskerk was een kerkgebouw in Kerkrade in de Nederlandse provincie Limburg. De kerk stond aan de Onze Lieve Vrouwestraat.
De kerk was gewijd aan Sint-Jozef en Norbertus.

## Geschiedenis
In 1962 werd de eerste steen van de kerk gelegd en begon de bouw naar het ontwerp van Jozef Fanchamps.
Op 15 augustus 1963 werd de kerk in gebruik genomen.
Op 30 mei 1993 werd de kerk aan de eredienst onttrokken.
In 1994 werd de kerk afgebroken.

## Opbouw
Het niet-georiënteerde rechthoekige gebouw was een in breuksteen opgetrokken zaalkerk met een licht aflopend lessenaarsdak. Aan de rechter zijkant was er een zijbeuk die van de rest gescheiden was door een serie kolommen met erboven een vliesgevel. Het altaar was naar het zuiden gericht. Men betrad de kerk tegen de narthex die tegen de holzwenkende voorgevel was gebouwd.
Voor de kerk stond een campanile.